# Laomedea angulata
Laomedea angulata är en nässeldjursart som beskrevs av Walter Douglas Hincks 1861. Laomedea angulata ingår i släktet Laomedea och familjen Campanulariidae. Det är osäkert om arten förekommer i Sverige. Inga underarter finns listade i Catalogue of Life.